# Hugo Sotil
Hugo Alejandro Sotil Yerén (Ica, 1949. május 18. – Lima, 2024. december 30.) válogatott perui labdarúgó, csatár, edző.

## Pályafutása

### Klubcsapatban
1968 és 1973 között a Deportivo Municipal, 1973 és 1977 között a spanyol Barcelona, 1977–78-ban az Alianza Lima, 1979–80-ban a kolumbiai Independiente Medellín, 1981–82-ben ismét a Deportivo Municipal labdarúgója volt. 1984-ben a Los Espartanos csapatában fejezte be az aktív labdarúgást. 1973-ban és 1974-ben Peruban az év labdarúgójának választották.

### A válogatottban
1970 és 1978 között 62 alkalommal szerepelt a perui válogatottban és 18 gólt szerzett. Részt vett az 1970-es mexikói és az 1978-as argentínai világbajnokságon. Tagja volt az 1975-ös Copa América-győztes csapatnak.

### Edzőként
1985-ben a Los Espartanos, 1986-ban a Deportivo Junin, 1999-ben a Deportivo Municipal edzője volt.

## Sikerei, díjai
Peru
- Az év perui labdarúgója (1973, 1974)
- Copa América
  - győztes: 1975

 FC Barcelona
- Spanyol bajnokság
  - bajnok: 1973–74
  - 2.: 1975–76
- Spanyol kupa
  - döntős: 1974

 Alianza Lima
- Perui bajnokság
  - bajnok (2): 1977, 1978

 Los Espartanos
- Perui kupa
  - győztes: 1984